# 菅正利
菅 正利（かん まさとし）は、戦国時代から江戸時代の武将、福岡藩士。黒田二十四騎の一人。通称は孫次、後に故あって六之助（ろくのすけ）と改めた。官途は和泉守。諱は忠利（ただとし）であったが、後年、将軍・徳川秀忠の諱を憚って正利と改めた。号は松隠宗泉。妻は手塚元直の娘。子に菅重利がいる。

## 生涯
家系は菅原道真の末裔を称し、もとは美作国の人。南朝後醍醐天皇に仕えた菅四郎佐弘（有元佐弘）、五郎佐光、又三郎佐吉らを先祖に持つ美作菅氏（有元氏）の流れ。菅正元の父の代に播磨国の越部邑に移り住んだ。
永禄10年（1567年）9月19日、菅正元の子として播磨国越部で生まれる。母は脇野和泉守の娘。
天正9年（1581年）、黒田孝高に小姓として出仕する。孝高の命により、吉田長利（六郎太夫）の武運にあやかるように「六之助」を名乗った。天正11年（1583年）、賤ヶ岳の戦いで17歳で初陣し、首を2つとって賞賛された。
天正12年（1584年）、第二次紀州征伐に黒田長政と共に従軍し、岸和田城攻めで一番槍の功を挙げた。
天正15年（1587年）の九州征伐に従軍し、日向耳川で島津氏と交戦。根白坂の戦いにて彼は敵の釣り野伏せ戦術を見破って友軍を危機から救った。黒田家が豊前国を与えられた際には、転封に反対した城井鎮房とその家臣を排除した戦いでの功績で、長政より朱具足と貞宗の脇差を褒美として与えられ、豊前で200石を拝領した。
文禄・慶長の役でも勇猛果敢、獅子奮迅など数々の戦功を挙げ、慶長3年（1598年）に300石を加増されて500石となった。
文禄元年（1592年）平壌戦では兵士と大男を斬り、海州城戦では鎖分銅の達人と従者に苦戦していた味方を助け、翌年の白川城戦で物見に来た騎士を斬り敵側の人数、配置の情報を得るなどの活躍をしている。
文禄3年（1594年）主君長政が虎狩りをしていたさい、家臣に襲いかかってきた虎を傍にいた正利が一刀のもと絶命させ首を斬り落としたという逸話がある。また、慶長2年（1597年)には明軍の弓の達人に味方側が苦戦していたところ馬で突撃し一刀のもと斬捨てた。その際毒矢で右頬を負傷し膿み痣が残った。その勇猛果敢さは三国志の張遼のように子供に恐れられたという。
慶長5年（1600年）の関ヶ原の戦いでは、長政に従って島左近を討ち取ったり小早川秀秋の裏切りを奨める使者を務めるなど関ヶ原で戦功を挙げている。
小早川秀秋との人質（このうち大久保伊之助が後に小早川秀秋の裏切りを促す）交換の人質護衛役として戦場を隠密で駆けぬけ、石田三成側の鉄砲隊から長政の盾となり、青塚という敵陣を槍や刀で奮戦し奪取すると鉄砲隊を配置し島左近を討つ、などの活躍をした。
他方、国許にあった正元は、如水に従って豊後攻略で活躍して、1300石を拝領した。この領地は正元の死後、弟の正周に受け継がれた。
慶長6年（1601年）、3000石を拝領して大組頭に任命され、怡土郡・志摩郡の代官も務めた。同年、主君黒田長政に剣術の名人と三度試合をさせられこれに全勝している。
慶長10年（1605年）、徳川秀忠が征夷大将軍になると、「忠」の字を避けるため「忠利」から「正利」に改名している。
慶長19年（1614年）の大坂冬の陣では兵庫に出兵し、井上之房・小河之直とともに徳川家康・秀忠に拝謁した。大坂城外堀の埋め立て後、黒田忠之と共に福岡へ帰国する。元和4年（1618年）、長政の命により糸島郡の新田開発と早良川河口の干拓工事や、糟屋郡新原村・志摩郡新田村の新田開発を行った。また、早良川河口の干拓工事と共に川を整備し、その支流の泉川の名づけは彼の官位・和泉守が由来だと伝わる。
元和7年（1621年）、嫡子・重利に家督を譲った後、隠居料1200石を与えられ、福岡城南二の丸城番に任ぜられる。元和9年（1623年）に長政が没すると出家して松隠宗泉と号した。寛永2年（1625年）6月29日死去。享年59。西国、関東、朝鮮にまでその戦功は語り継がれたという。

## 人物

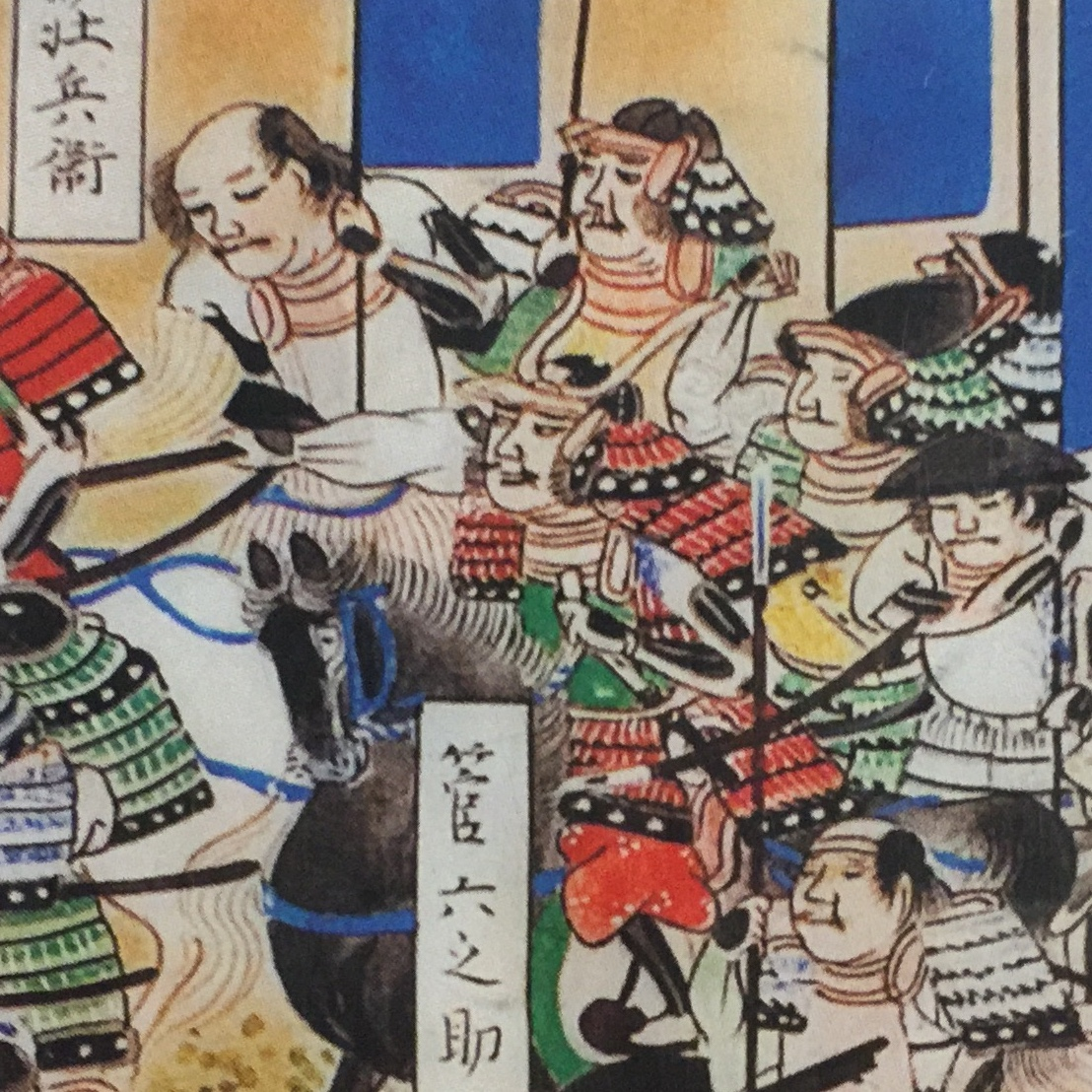
関ヶ原合戦図屏風に描かれた菅六之助（正利）。

身の丈6尺2寸（約190センチ）、または2m超の大男で、力も群を抜いていて、鼎を曲げるほどの剛力だった。天性勇猛で物に動じず、仁愛の心深く忠義の志浅からず、智恵才力も人に超えていたという。
新免無二に新当流、疋田景兼に新陰流を学び、二つの流儀に達して奥義を極め知っていて、剣豪としても知られ、人を斬るときに殺気がまったく感じられなかったという。また、茶人の一面も持ち茶杓を自作している。猛将の証として赤備えだった。兜は法螺貝形で馬印は雁の丸。佩刀太刀は銘『斃秦』、または『南山』。